# Jonathan Beaulieu-Bourgault
Jonathan Beaulieu-Bourgault (ur. 27 września 1988 w Montrealu) – kanadyjski piłkarz występujący na pozycji pomocnika lub bocznego obrońcy.

## Kariera klubowa
Beaulieu-Bourgault karierę rozpoczynał w zespole Lakers du Lac Saint-Louis. W 2006 roku podpisał kontrakt z niemieckim FC St. Pauli z Regionalligi Nord. W 2007 roku awansował z zespołem do 2. Bundesligi. Zadebiutował w niej 14 września 2007 roku w wygranym 3:1 pojedynku z Kickers Offenbach. Sezon 2008/2009 spędził na wypożyczeniu w SV Wilhelmshaven z Regionalligi Nord. Potem wrócił do St. Pauli, gdzie spędził jeszcze rok.
W 2010 roku Beaulieu-Bourgault przeszedł do Preußen Münster z Regionalligi Nord. Jego zawodnikiem był do 2012 roku. Następnie wrócił do Kanady, gdzie występował w zespołach Montreal Carabins, Lakeshore SC oraz Montreal City.

## Kariera reprezentacyjna
Beaulieu-Bourgault jest byłym reprezentantem Kanady U-17 oraz U-20. Wraz z drużyną U-20 w 2003 oraz w 2005 uczestniczył w mistrzostwach świata.
W pierwszej reprezentacji Kanady zadebiutował 14 listopada 2009 roku w przegranym 0:3 towarzyskim meczu z Macedonią. W 2011 roku został powołany do kadry na Złoty Puchar CONCACAF.